# Abbazia di Santa Maria Assunta (Abbadia Alpina)
L'Abbazia di Santa Maria Assunta  era un antico complesso monastico  ad Abbadia Alpina nel comune di Pinerolo, in provincia di Torino.

## Storia
Alcuni storici avanzano l’ipotesi che il monastero fosse stato fondato già nel X secolo. 

Altri studiosi invece ne attribuiscono la fondazione alla potente contessa Adelaide di Susa (detta anche Adelaide di Torino) la quale, tra il 1064 e il 1078, le fece una generosa dotazione di beni e di terreni che dall’alta val Chisone si estendeva fino al fiume Po e nel Ponente ligure.
Il primo abate di cui si ha notizia fu Immenso, che esercitò la sua funzione dal 1064 al 1073.
La potente Abbazia ospitava i monaci claustrali Benedettini Neri, provenienti dalla Sacra di San Michele.
Nel 1073 , quando era abate Arnolfo, era stata  elevata al rango episcopale dal pontefice Gregorio VII. 
Dal 1064 al 1433 ventotto abati si sono succeduti al governo dell’Abbazia, che, dopo questa data, fu affidata ad abati secolari commendatari.
Tra il 1220 e il 1245 l’abbazia va perdendo i diritti temporali su Pinerolo a vantaggio dei Conti di Savoia e poi anche quelli sugli altri territori. Ormai nel 1275 la signoria degli abati si limita a Famolasco, San Pietro e Abbadia stessa. La bassa val Chisone rimane virtualmente all’Abbazia che però deve concederla in feudo ai Savoia.
Nel 1466 diventa abate Urbano Bonivardo che esercita la sua funzione con grande capacità nel gestire ed arricchire il patrimonio abbaziale, con restauri e nuove realizzazioni.
Già durante il XVI secolo i monaci avevano abbandonato la vita in comune e preso residenza nelle borgate attorno all’abbazia. Nel 1590 vengono accusati di rilassamento dei costumi e sostituiti da monaci riformati di San Bernardo .
Nel XVII secolo la chiesa abbaziale è definita Cattedrale in virtù della dipendenza diretta dalla Santa Sede goduta già dal 1073. 
il 1632 è un triste anno di grande instabilità per il Ducato di Savoia, segnato da conflitti interni tra filofrancesi e filospagnoli e importanti cambiamenti territoriali per il Trattato di Cherasco , che sancisce un aumento dell'influenza francese sul territorio e la cessione di Pinerolo alla Francia.
I monaci Cistercensi italiani vengono sospettati di fedeltà al duca di Savoia, quindi abbandonano l’abbazia, trasferiscono libri e documenti a Staffarda, poi riparano nel monastero di S. Andrea a Torino (attuale Consolata) e al loro posto vengono installati dei Foglianti parigini.
Nel 1693 ha fine la dominazione francese su Pinerolo, ma chiesa e monastero vengono semidistrutti dagli alleati spagnoli. I monaci Foglianti francesi fuggono e nel 1700 tornano quelli italiani. 

Il re Vittorio Amedeo II ne ordina la ricostruzione in forme tardo barocche.
Nel 1748 Papa Benedetto XIV sopprime l’Abbazia.
Il 31 agosto 1802 sono aboliti gli ordini religiosi e l’11 ottobre l’ispettore demaniale espelle i monaci, prende possesso dei residui beni abbaziali , che saranno venduti a privati, ad eccezione della chiesa che essendo parrocchiale rimane alla Diocesi.

## Architettura
La chiesa abbaziale era intitolata a Santa Maria e presentava un’ampia pianta basilicale a tre navate. 

Sul lato nord era affiancata al chiostro e al resto del monastero, mentre a sud aveva un muro in comune con la piccola chiesetta pievana di San Verano, che a sua volta fungeva da parrocchiale per la popolazione del borgo di Abbadia.
Tra il 1466 e il 1499 avvengono importanti ampliamenti dell’Abbazia grazie all’abate Bonivardo che vi fa erigere il coro della chiesa, restaura il chiostro grande, amplia il palazzo abbaziale e realizza un secondo chiostro. 

E vi fa predisporre anche un monumento funebre per se stesso , oggi collocato nella chiesa attuale.
Dopo le gravi distruzioni del 1693, si procede ad una radicale ricostruzione della chiesa per ordine di Vittorio Amedeo II che affidai lavori agli architetti Antonio ed Ignazio Bertola. 

I lavori durano dal 1708 al 1724 e conferiscono alla chiesa l’attuale aspetto barocco di inizio ‘’Settecento’’.